# Risbjergkvarteret
Risbjergkvarteret er et villakvarter i Hvidovre Kommune. Kvarteret indeholder ca. 1425 individuelle boliger og udgør 126 hektar. Boligerne i kvarteret er primært villaer med have, ligesom kvarteret indeholder nogle kædehuse, dobbelthuse og villalejligheder.
Kvarteret huser bl.a. Risbjergskolen, Plejecenter Krogstenshave og Kulturcenter Risbjerggaard.

## Geografisk afgrænsning af kvarteret
Villavejene, som altid er inkluderet i definitionen af Risbjergkvarteret, er området mellem hhv. Brostykkevej mod syd, Hvidovrevej mod vest, Sønderkær mod nord og Vigerslevparken mod øst.
Der er dog ikke 100 procent enighed om, hvordan Risbjergkvarteret defineres geografisk, dvs. hvor området starter og slutter. Nogle kilder inkluderer også vejene nord for Sønderkær og op til Ring 2, hvor Holbækmotorvejen starter (fx Kulturarvsstyrelsens projekt om Hvidovre fra 2006, se kortet s. 11). Andre skriftlige kilder inkluderer enkelte villaveje syd for Brostykkevej og vest for Hvidovrevej (fx Forstadsmuseet, se kortet s. 2) i Risbjergkvarteret, imens disse veje af andre betragtes som en del af hhv. Svendebjergkvarteret og kvarteret Bredalsparken.

## Risbjergkvarterets historie og karakteristik
Risbjergkvarteret udgøres af en række gårdparceller, som blev udstykket i perioden mellem 1912 og 1950erne.
Kulturarvsstyrelsen og Realdania udpegede i februar 2006 fire kulturarvskommuner. Ud af 54 ansøgere blev bl.a. Hvidovre udvalgt. I publikationen "På sporet af forstadens velfærdsdrømme"(s. 8-13) beskriver projektet Risbjergkvarterets historie og karakteristik i afsnittet "Risbjergkvarteret: Charmerende mangfoldighed" (s. 8-13). Mangfoldighed henviser til, at Risbjergkvarteret eksemplificerer den tidlige industrialismes "uplanlagte byvækst" og arbejderens drøm om eget hus med egen jord.
Fra 1912 udstykkede man til sommerhuse og fra 1918 også til helårshuse. Projektet om Risbjergkvarteret beskriver, at beboerne i Risbjergkvarteret siden da fik større økonomisk råderum til at ændre og udbygge boligerne til permanente helårsboliger samt at bygge nyt. I dag fremstår villakvarteret derfor også arkitektonisk mangfoldigt med både bl.a. murermestervillaer, bungalower fra 1930erne-1940'erne, statslånshuse, parcelhuse fra 1960erne-1980erne samt moderne, nybyggede typehuse.
Fra første færd rummede Risbjergkvarteret et utal af små virksomheder i baghaver og kældre, og haven var gennem en generation en reel produktionsressource. I dag er området dog overvejende boligområde.

## Grundejerforeninger og lokallivet
Risbjergkvarteret har flere grundejerforeninger, bl.a. Grundejerforeningen Risbjerggaards Villaby  og Grundejerforeningen Giesegård.